# Moja bogda sna
Moja bogda sna je prvi solo album Dine Merlina iz 1993. godine u izdanju diskografske kuće "Nimfa Sound". Album je sniman u studiju RTVBIH, Oaza i JMS (Zagreb).

## Lista pjesama
| Broj | Pjesma                                    | Autor                             | Producent                   |  |
| ---- | ----------------------------------------- | --------------------------------- | --------------------------- |  |
| 1    | Moja bogda sna                            | Dino Merlin                       | Dino Merlin, Vedran Ostojić |  |
| 2    | Prokletog me Bog stvorio                  | Dino Merlin                       | Dino Merlin, Vedran Ostojić |  |
| 3    | Šta će mi sad ljubav?                     | Dino Merlin                       | Dino Merlin                 |  |
| 4    | Ti i ja (Sarajevski Veliki Park)          | Zlatko Arslanagić                 | Dino Merlin                 |  |
| 5    | Ako me ikada sretneš                      | Dino Merlin                       | Dino Merlin, Vedran Ostojić |  |
| 6    | Da se kući vratim                         | Dino Merlin                       | Dino Merlin, Vedran Ostojić |  |
| 7    | Ostat' će istine dvije (kao nikada prije) | Dino Merlin, Prince Rogers Nelson | Dino Merlin                 |  |
| 8    | Zaboravi                                  | Sezen Aksu, Dino Merlin           | Dino Merlin                 |  |
| 9    | Poljubih te sinoć                         | Dino Merlin                       | Dino Merlin, Vedran Ostojić |  |
| 10   | Vojnik sreće                              | Dino Merlin                       | Dino Merlin                 |  |

## Vanjske poveznice
- Službena web stranica Dine Merlina